# Novosilkî, Volodîmîr-Volînskîi
Novosilkî (în ucraineană Новосілки) este un sat în comuna Zaricicea din raionul Volodîmîr-Volînskîi, regiunea Volînia, Ucraina.

## Demografie
Componența lingvistică a localității Novosilkî
     Ucraineană (99,82%)
     Alte limbi (0,18%)
Conform recensământului din 2001, majoritatea populației localității Novosilkî era vorbitoare de ucraineană (99,82%), existând în minoritate și vorbitori de alte limbi.